# Lilla Laxsjön, Dalarna
Lilla Laxsjön är en sjö i Ludvika kommun i Dalarna och ingår i Dalälvens huvudavrinningsområde. Sjön har en area på 0,105 kvadratkilometer och ligger 303,1 meter över havet.

## Delavrinningsområde
Lilla Laxsjön ingår i det delavrinningsområde (669134-146344) som SMHI kallar för Utloppet av Hästbergs-Flatnan. Medelhöjden är 312 meter över havet och ytan är 4,52 kvadratkilometer. Räknas de 4 avrinningsområdena uppströms in blir den ackumulerade arean 27,35 kvadratkilometer. Tunaån (Flokån) som avvattnar avrinningsområdet har biflödesordning 2, vilket innebär att vattnet flödar genom totalt 2 vattendrag innan det når havet efter 261 kilometer. Avrinningsområdet består mestadels av skog (74 procent). Avrinningsområdet har 0,6 kvadratkilometer vattenytor vilket ger det en sjöprocent på 13,3 procent.